# Барабановка (Башкортостан)
Барабановка (баш. Барабановка, удм. Песьтерег) — село в Янаульском районе Республики Башкортостан Российской Федерации. Входит в состав Сандугачевского сельсовета.

## География

### Географическое положение
Расстояние до:
- районного центра (Янаул): 20 км,
- центра сельсовета (Сандугач): 3 км,
- ближайшей ж/д станции (Янаул): 20 км.

## История
Деревня известна с 1859 года, когда X ревизией было учтено 210 удмуртов в 10 дворах.
В 1870 году — деревня Барабанова 3-го стана Бирского уезда Уфимской губернии, 35 дворов и 241 житель (124 мужчины и 117 женщин тептярей из удмуртов). Жители занимались сельским хозяйством и лесным промыслом.
В 1896 году в деревне Барабановка (Пештерек) Новокыргинской волости IV стана Бирского уезда — 64 двора и 450 жителей (213 мужчин, 237 женщин).
В 1906 году — 468 человек.
По данным подворной переписи, проведённой в уезде в 1912 году, деревня Барабановка (Пештеряк) входила в состав Ново-Кыргинского сельского общества Ново-Кыргинской волости. В деревне имелось 78 хозяйств припущенников (из них 1 без надельной земли), где проживало 533 человека (266 мужчин, 267 женщин). Количество надельной земли составляло 683 казённые десятины (из неё 37 десятин сдано в аренду), в том числе 629 десятин пашни и залежи, 12 десятин усадебной земли, 5 десятин сенокоса и 37 — неудобной земли. Также 364,1 десятины земли было арендовано (в основном коллективно). Посевная площадь составляла 714,97 десятин, из неё 43,7 % занимала рожь, 42,1 % — овёс, 6,4 % — греча, 2,6 % — горох, 2,2 % — полба, остальные культуры занимали 2,9 % посевной площади. Из скота имелось 249 лошадей, 266 голов КРС, 907 овец и 22 козы. 1 хозяйство держало 2 улья пчёл. 2 человека занимались промыслами.
В 1920 году по официальным данным в деревне той же волости 84 двора и 457 жителей (193 мужчины, 264 женщины), по данным подворного подсчета — 485 удмуртов, 26 башкир и 4 мусульманина в 85 хозяйствах.
В 1926 году деревня относилась к Янауловской волости Бирского кантона Башкирской АССР.
В 1931 году здесь возник колхоз «Поташ».
В 1939 году в деревне Барабановка Арляновского сельсовета Янаульского района 470 жителей (218 мужчин, 252 женщины).
В 1951 году колхоз «Поташ» вошёл в состав колхоза имени Матросова, в 1957 году вошедшего в колхоз им. Мичурина.
В 1954 году Арляновский сельсовет был включен в состав Максимовского, переименованного в 1958 году в Сандугачский.
В 1959 году в деревне Барабановка Сандугачского сельсовета 605 жителей (265 мужчин, 340 женщин), в 1970-м уже в селе — 616 человек (280 мужчин, 336 женщин).
В 1979 году — 506 жителей (230 мужчин, 276 женщин).
В этом году сдан в эксплуатацию современный свиноводческий комплекс колхоза им. Мичурина.
В 1989 году в селе 414 жителей (185 мужчин, 229 женщин).
В 2002 году — 405 человек (194 мужчины, 211 женщин), удмурты (96 %).
В 2010 году — 373 человека (179 мужчин, 194 женщины).
Имеются детский сад, фельдшерско-акушерский пункт, сельский клуб, библиотека, до недавнего времени действовала начальная школа.

## Население
| 2002 | 2009 | 2010 |
| ---- | ---- | ---- |
| 405  | ↗406 | ↘373 |